# Trinidad and Tobago Defence Force
Die Trinidad and Tobago Defence Force (TTDF) stellt das 4.000 Soldaten starke Militär der Republik Trinidad und Tobago. Sie gliedert sich in die Teilstreitkräfte Heer (Trinidad and Tobago Regiment), Luftstreitkräfte (Air Wing), Küstenwache und Reserveverbände.

## Geschichte
Die 1962 nach der Unabhängigkeit des Landes eingeführte Armee ist die größte militärische Einheit in der englischsprachigen Karibik. Sie wurde 1962 aus Teilen des West India Regiments aufgestellt. Der Air Wing wurde 1966 gegründet.

## Gliederung
Die TTDF untersteht dem Ministry of National Security. Der Oberbefehlshaber ist die Präsidentin, derzeit Christine Kangaloo. Chef des Verteidigungsstabs ist Major General Kenrick Maharaj. Die TTDF verfügt über die weltweit einzige Militär-Steelband, das Trinidad and Tobago Defence Force Steel Orchestra.

### Heer (Trinidad and Tobago Regiment)

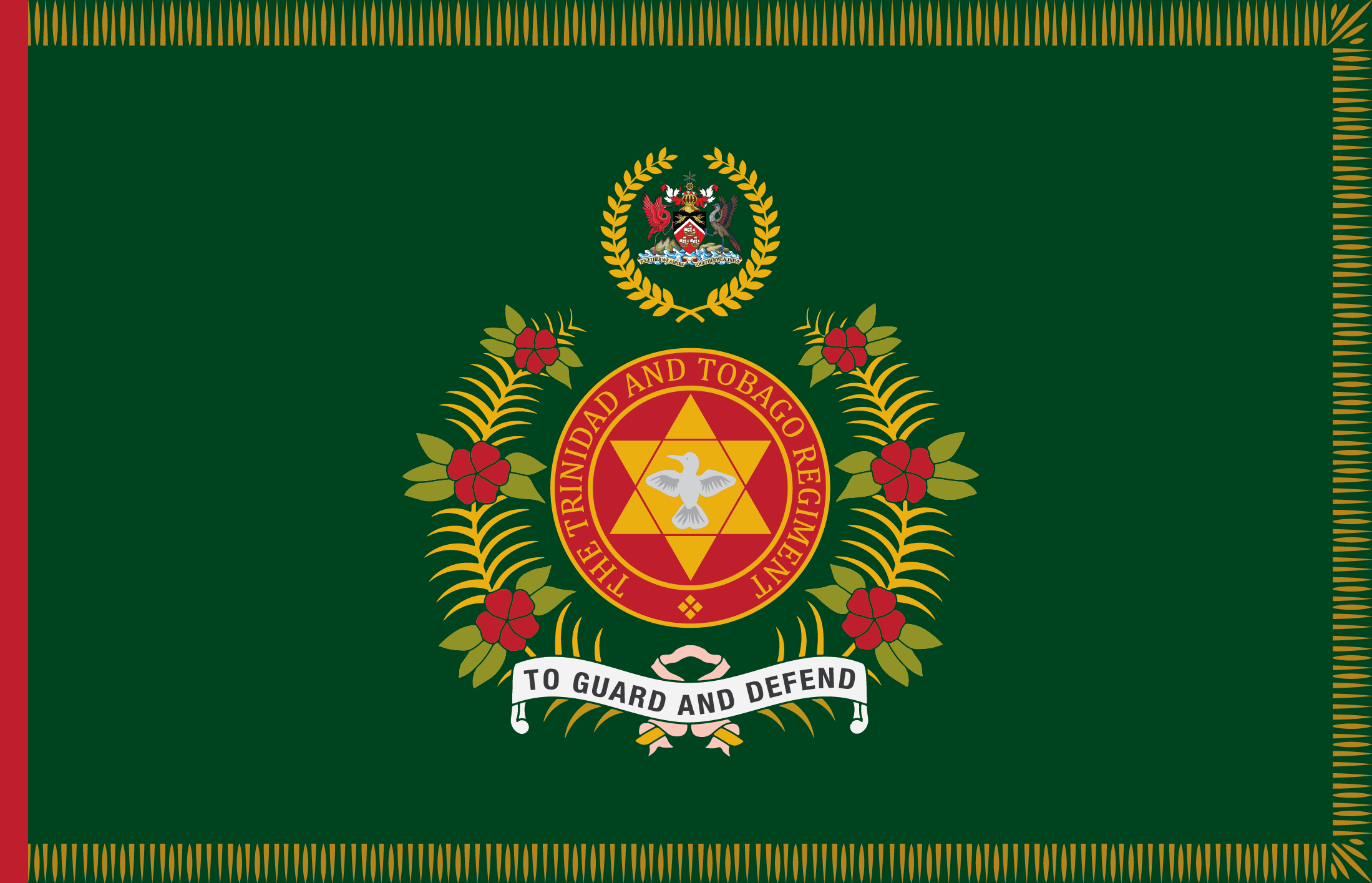
Regimentsfahne

Das Heer umfasst das sogenannte Trinidad and Tobago Regiment mit 2.800 Soldaten.
Das Regiment gliedert sich in ein Hauptquartier und vier Bataillone:
- Regimentshauptquartier in St. James (Camp Ogden)
- 1. Bataillon (Infanterie) in St. James (Camp Ogden)
- 2. Bataillon (Infanterie) in Chaguaramas (Camp Mausica)
- 3. Bataillon (Pioniere) in Wallerfield (Cumuto Barracks)
- Unterstützungsbataillon in Chaguaramas (Teteron Barracks)

### Luftstreitkräfte

Kokarde

Der 1966 gegründete Air Wing verfügt über:
| Luftfahrzeug           | Herstellerland    | Einsatzgebiet     | Version | im Bestand | Einsatzzeit |
| ---------------------- | ----------------- | ----------------- | ------- | ---------- | ----------- |
| Swearingen C-26B Metro | USA               | Seeaufklärung     |         | 2          | 2000–       |
| AgustaWestland AW139   | Europäische Union | Seeaufklärung/SAR |         | 4          | 2011–       |

Zusätzlich verfügt das National Security Operations Centre (NSOC) über folgende Hubschrauber:
| Hubschrauber      | Herstellerland | Einsatzgebiet         | Version | Im Bestand | Einsatzzeit |
| ----------------- | -------------- | --------------------- | ------- | ---------- | ----------- |
| Eurocopter AS 350 | Frankreich     | Transporthubschrauber |         | 1          |             |
| Sikorsky S-76     | USA            | Transporthubschrauber |         | 1          |             |
| MBB Bo 105        | Deutschland    | Transporthubschrauber |         | 2          |             |

### Küstenwache

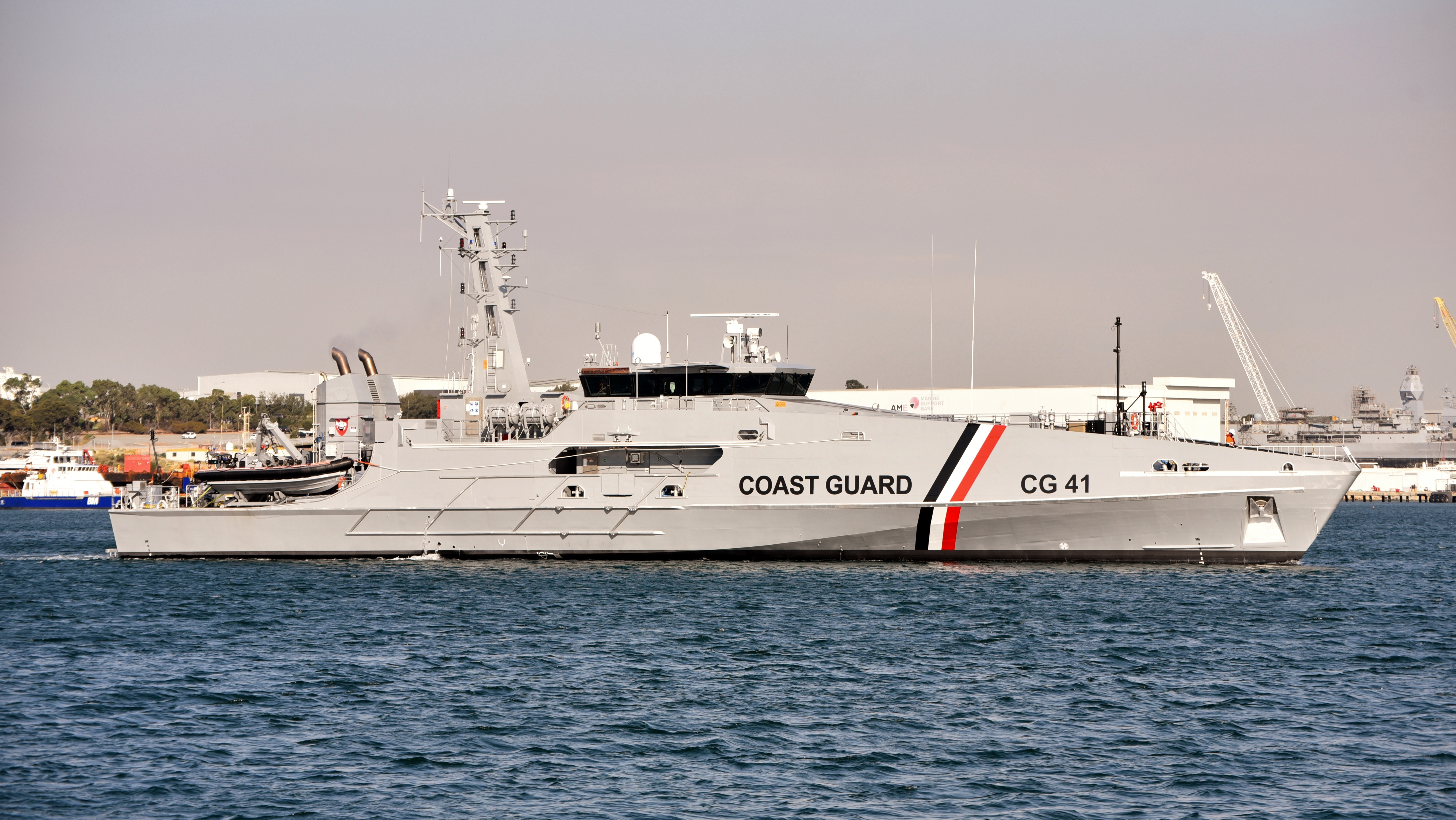
Die Port of Spain im Jahr 2021.

Die Küstenwache von Trinidad und Tobago verfügte 2006 über folgende Einheiten:
- 10 schnelle Patrouillenboote (mindestens 2 aus den USA)
- 1 Schiff TTS Nelson (CG 20), ehemals HMS Orkney (P299, Island-Klasse) der britischen Royal Navy.

Die TTS Nelson wurde 2016 verschrottet. Die Küstenwache erhielt 2021 zwei neue 58 m lange Patrouillenboote. Sie wurden benannt nach der Hauptstadt des Staates, Port of Spain, und der Hauptstadt der Insel Tobago, Scarborough.

## Militärische Oberbefehlshaber
Anfangs war die Funktion des Befehlshabers der Verteidigungskräfte (Commander of the Defence Force) an die Verwendung als Kommandeur des Trinidad and Tobago Regiments gebunden. Erst 1970, als der bereits pensionierte Joffre Serrette wieder aktiviert wurde, wurden die Kommandofunktionen personell getrennt. Seit 1979 heißt der Oberbefehlshaber Chef des Verteidigungsstabes (Chief of Defence Staff).
| Zeitraum                        | Oberbefehlshaber                             | Lebensdaten | Lebensdaten |
| Commanders of the Defence Force | Commanders of the Defence Force              | geboren     | gestorben   |
| ------------------------------- | -------------------------------------------- | ----------- | ----------- |
| 1962–1964                       | Lieutenant Colonel Peter Leslie Pearce Gould | 1919        | 1979        |
| 1964–1968                       | Colonel Joffre Charles Harold Serrette       | 1916        | 1988        |
| 1969–1970                       | Colonel Stanley Johnson                      |             |             |
| 1970–1976                       | Brigadier Joffre Charles Harold Serrette     | 1916        | 1988        |
| 1976–1979                       | Commodore Mervyn Oliver Williams             | 1929(?)     | 2003        |
| Chiefs of Defence Staff (CDS)   | Chiefs of Defence Staff (CDS)                | geboren     | gestorben   |
| 1979–1991                       | Brigadier Joseph “Joe” L. Theodore           | 1935        | 2013        |
| 1991–1993                       | Major General Ralph Newton Brown             |             |             |
| 1993–1999                       | Brigadier Carlton “Carl” Alfonso             | 1944        |             |
| 2000–2002                       | Brigadier John Chrisostom Edmund Sandy       |             |             |
| 2002–2006                       | Brigadier Ancil Wayne Antoine                |             |             |
| 2006–2010                       | Major General Edmund Ernest Dillon           | 1955        |             |
| 2010–2012                       | Brigadier Roland Garth Maunday               | 1957(?)     | 2014        |
| 2012–2015                       | Major General Kenrick Maharaj                | 1959        |             |
| 2015–2017                       | Brigadier General Rodney A. Smart            |             |             |
| seit 2017                       | Captain Hayden Pritchard                     |             |             |